# Мисткувець-Калінувка
Мисткувець-Калінувка (пол. Mystkówiec-Kalinówka) — село в Польщі, у гміні Затори Пултуського повіту Мазовецького воєводства.
Населення — 135 осіб (2011).
У 1975-1998 роках село належало до Остроленцького воєводства.

## Демографія
Демографічна структура станом на 31 березня 2011 року:
|          | Загалом | Допрацездатний вік | Працездатний вік | Постпрацездатний вік |
| -------- | ------- | ------------------ | ---------------- | -------------------- |
| Чоловіки | 65      | 13                 | 42               | 10                   |
| Жінки    | 70      | 17                 | 40               | 13                   |
| Разом    | 135     | 30                 | 82               | 23                   |